# 乗越峠
乗越峠（のっこしとうげ）は、岐阜県下呂市小坂町にある峠で、大平山の尾根を越える峠。道は、飛騨川の支流のひとつ小坂川の支流である濁河川に沿った道である。峠の海抜は1,180m。